# House of Carters
House of Carters (prima conosciuto come The Carters) è un reality show del 2006 andato in onda su E!. Il reality è incentrato, sulla vita di Nick Carter, di suo fratello Aaron e delle altre tre sorelle: Leslie, Angel e Bobbie Jean, che cercano di ritornare a vivere insieme ed essere una famiglia come prima. 

## Puntate
1. Welcome Back, Carter
2. Carter Dearest
3. Carter Knows Best
4. Two Of A Carter
5. Everybody Hates Carter
6. Carter's Anatomy
7. Hangin' With Mr. Carter
8. Good Night And Good Carter

## Parodia
- Al Saturday Night Live è stata fatta una parodia dello show andata in onda il 21 ottobre 2006, con Andy Samberg nel ruolo di Aaron Carter e Jason Sudeikis in quello di Nick Carter. La parodia prendeva in giro i Carter sempre in lite tra loro urlando cose assurde, ma in particolare Nick e Aaron in una lite avvenuta alle 3 di notte mentre Aaron suonava e rumoreggiava, svegliando così suo fratello Nick; la lite era poi sfociata in accuse di Nick verso Aaron sul rapporto di quest'ultimo con Paris Hilton, poco dopo la fine del suo rapporto proprio con Nick.